# Buk u staré vrátnice
Buk u staré vrátnice byl památný strom poblíž staré vrátnice Fakultní nemocnice v Olomouci. Nacházel se v katastrálním území Nová Ulice a byl jedním z mála památných buků v okrese Olomouc.
Jeho výška činila 28 m, obvod kmene 494 cm a odhadované stáří 250 let. Zdravotní stav stromu byl dobrý. Charakteristickým rysem stromu byly významné kořenové náběhy, přítomnost houby na jeho kmeni a četné řezné plochy po odstranění spodních větví.
Památným stromem byl vyhlášen 1. června 2001.
S využitím přístrojové techniky byl v roce 2020 vyhodnocen zdravotní stav stromu. Bylo konstatováno, že i přes redukci koruny na začátku roku 2020 došlo v průběhu roku k masivnímu defektu. Strom rostl na místě s vysokými nároky na bezpečnost, kterou však nesplňoval. Proto bylo rozhodnuto o zrušení ochrany a navrženo odstranění stromu. Ochrana stromu byla na základě Rozhodnutí magistrátu města zrušena ke dni 28. listopadu 2020.

## Galerie

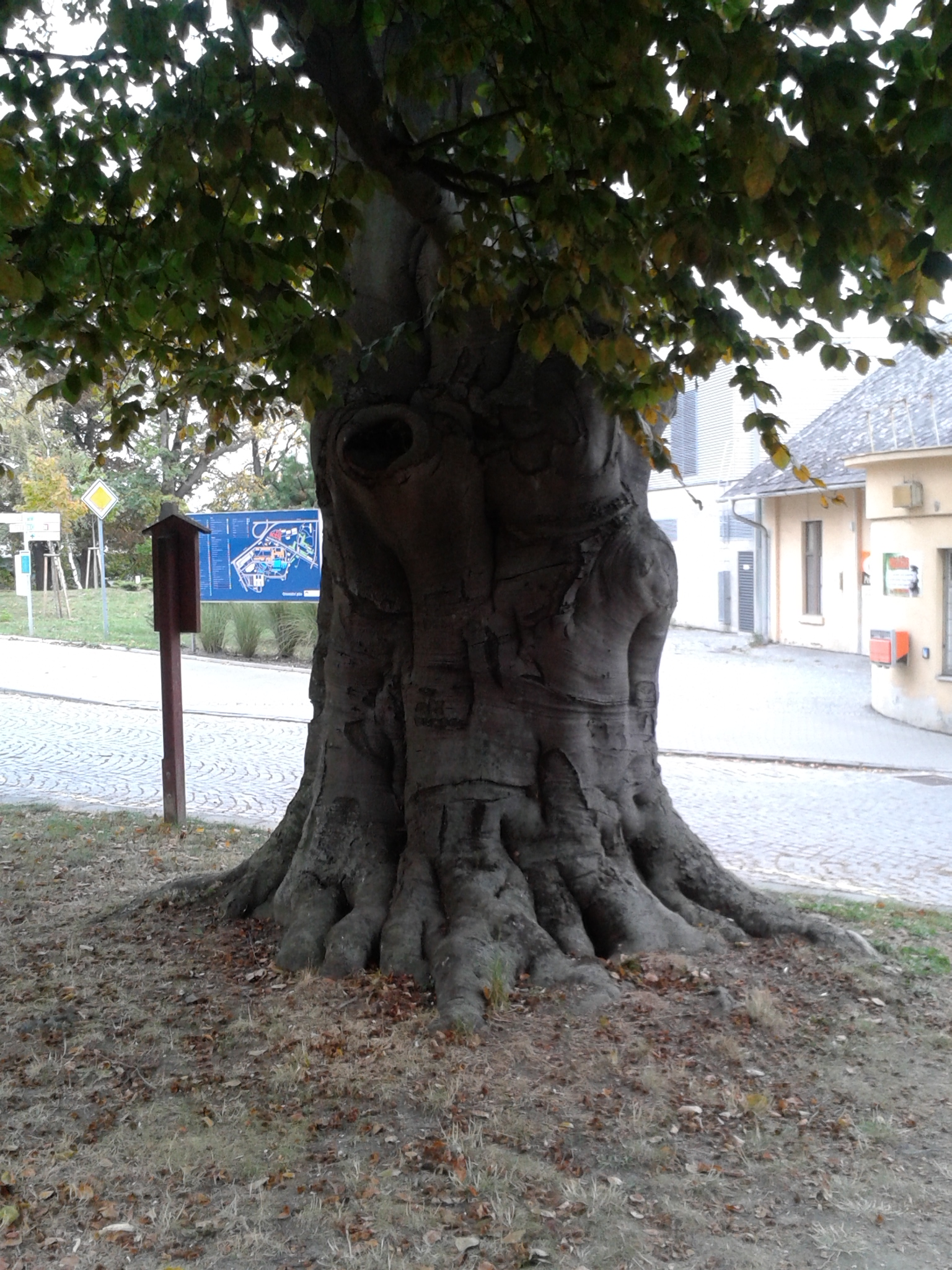
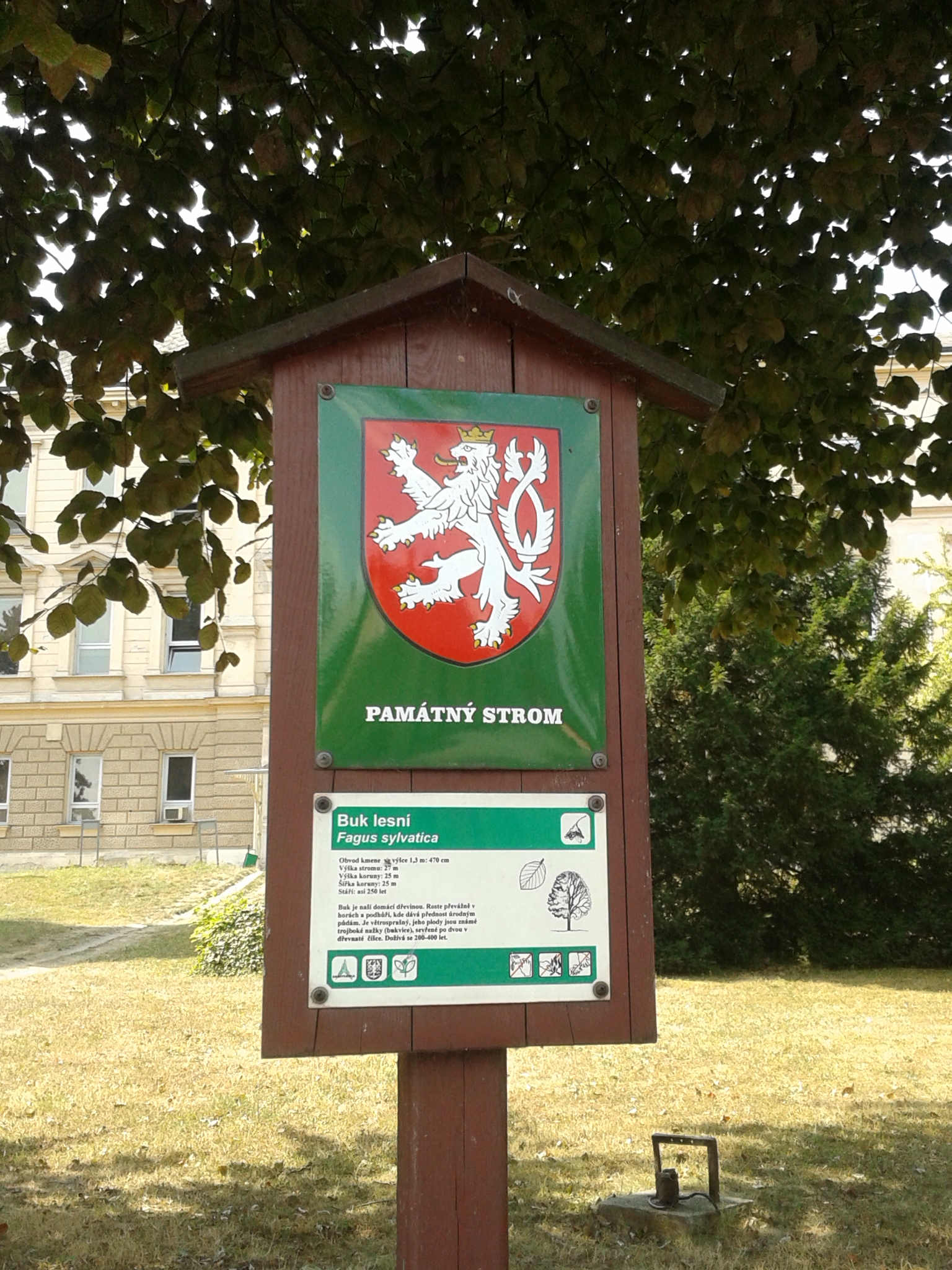
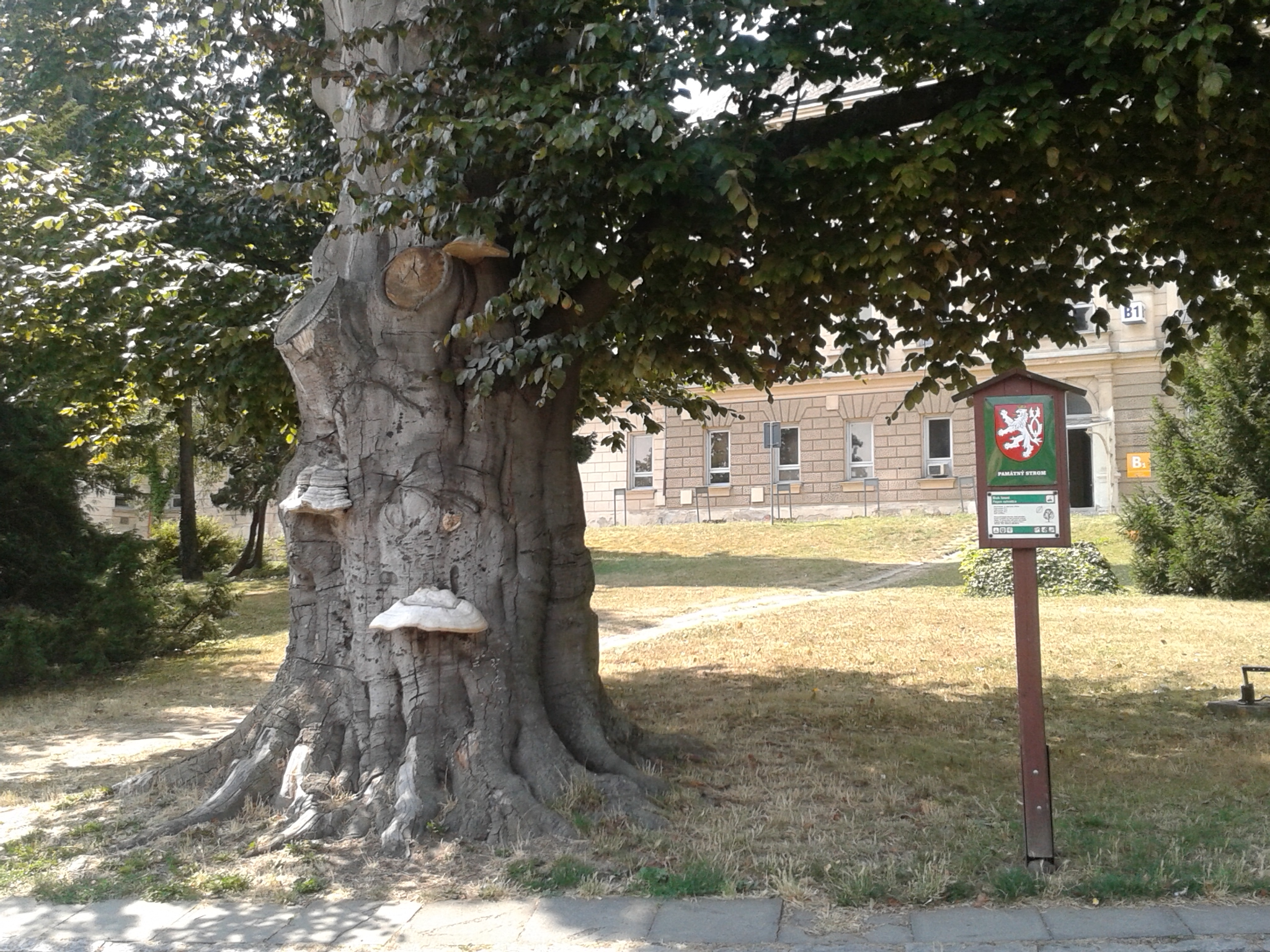
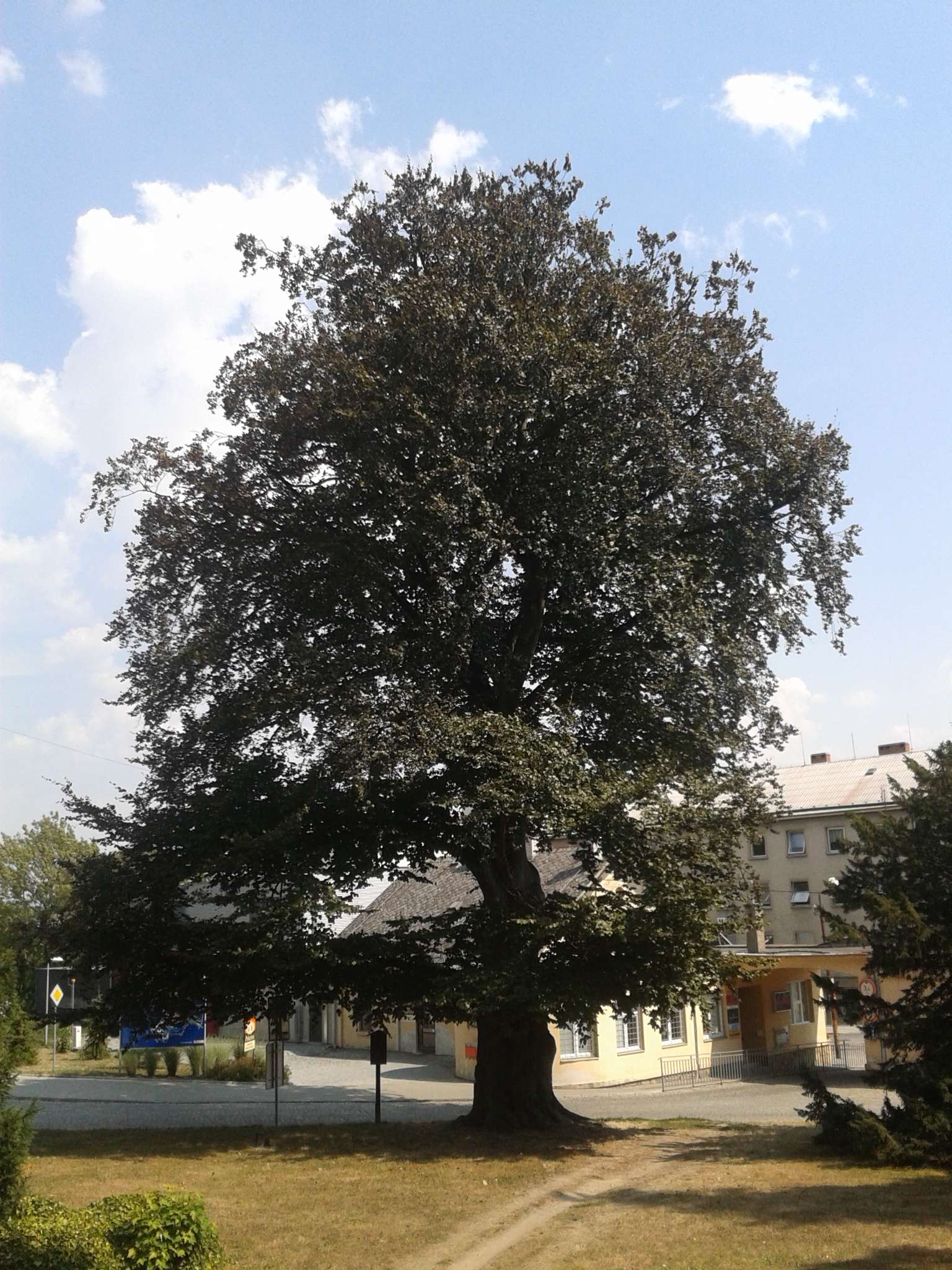